# ヘンリー (映画)
『ヘンリー』（原題：Henry: Portrait of a Serial Killer）は、1986年制作のアメリカ合衆国の映画。
300人以上もの女性を殺害しアメリカ犯罪史上にその名をとどろかす実在の殺人鬼ヘンリー・リー・ルーカスを描いた作品。
1986年のシカゴ国際映画祭で一度公開されたものの、ホラー映画を望んでいた映画会社によって4年間お蔵入りにされていた。
ジョン・マクノートンの監督デビュー作で、マクノートンは本作のビデオをマーティン・スコセッシに送ったことがきっかけで、ロバート・デ・ニーロ主演映画『恋に落ちたら…』の監督に抜擢された。
日本でのビデオタイトルは『ヘンリー/ある連続殺人鬼の記録』。

## あらすじ
実在の殺人鬼ヘンリー・リー・ルーカスとその相棒オーティス・トゥール、その妹ベッキーの奇妙な同居生活を描く。

## キャスト
- ヘンリー・リー・ルーカス：マイケル・ルーカー
- オーティス・トゥール（英語版）：トム・トウルズ
- ベッキー：トレイシー・アーノルド